# 杭溫如
杭溫如（?—?），字玉輝，女，長安（今陝西西安）人。清代詩人。
生卒年不詳。典史杭崇德之女，徐枚之妻。徐枚早逝，杭溫如侍奉公婆至孝。善吟咏，其詩悲切動人。著有《息存室吟稿》、《息存室吟稿续集》。